# アブデル・アブカル
アブデル・アブカル（Abdel Abqar、1999年3月10日 - ）は、モロッコ・セタト出身のサッカー選手。デポルティーボ・アラベス所属。ポジションはDF。

## クラブ経歴
2017年にモロッコからスペインのマラガCFのカンテラへと移り、2018年9月11日、コパ・デル・レイのUDアルメリア戦にてトップチームデビューとプロデビューを果たした。
2020年7月22日、デポルティーボ・アラベスに移籍し、5年契約を交わした。

## 代表経歴
2024年3月22日、アンゴラ代表との親善試合でA代表初出場。